# گئورگه کونستانتینیده
گئورگه کونستانتینیده (رومانیایی: Gheorghe Constantinide; ۱۳ نوامبر ۱۹۲۸ – ۱۴ اکتبر ۲۰۰۳) بازیکن بسکتبال اهل رومانی بود. وی در بازی‌های المپیک تابستانی ۱۹۵۲ شرکت کرده‌است.